# Uurainen
Uurainen (föråldrat svenskt namn: Urais) är en kommun i landskapet Mellersta Finland i Finland. Kommunen gränsar mot Petäjävesi i sydväst, Multia i väster, Saarijärvi i norr, Äänekoski i nordost, Laukas i öster och Jyväskylä i söder. Urais har 3 634 invånare och är enspråkigt finskt. Kommunen har en yta på 372,27 km², varav landarealen är 347,99 km².

## Namn
Kommunen har även historiskt benämnts Minkilä och även Kuukkajärvi.

## Historia
Uurainens kommun grundades 1868.

### Församlingen
Urais bönehusförsamling grundades 1801, underställd Saarijärvi församling. Kapellförsamlingen (1856) beordrades självständighet 1868. Ordern förverkligades 1886.
Den första kyrkan i Uurainen ritades av Jacob Rijf 1803. Träkyrkan färdigställdes 1804. Kyrkan revs 100 år senare för att ge vika åt en ny träkyrka på samma plats. Den nya kyrkan ritades av byggmästaren J. Wigren. Under byggnationen medverkade arkitekten Yrjö Blomstedt som ritade ornament i nationalromantisk stil. Kyrkan stod färdig 1904. En klockstapel planerades av Juho Jaakko Jaakonpoika Kuorikoski. Ritningarna ratades emellertid av Överstyrelsen för allmänna byggnaderna. År 1882 byggde Kuorikoski en klockstapel enligt  ritningar gjorda av länsarkitekten Alfred Cavén.

## Politik

### Mandatfördelning i Uurainens kommun, valen 1976–2021
| 3 | 6 | 1 | 1 | 9 | 1 |

| 2 | 6 | 1 | 9 | 1 | 2 |

| 2 | 5 | 2 | 10 | 2 |

| 2 | 6 | 2 | 8 | 1 | 2 |

| 2 | 5 | 3 | 7 | 2 | 2 |

| 1 | 5 | 3 | 10 | 1 | 1 |

| 1 | 4 | 4 | 8 | 3 | 1 |

| 4 | 4 | 9 | 3 | 1 |

| 14 | 7 |

| 4 | 4 | 9 | 3 | 1 |

| 15 | 6 |

| 3 | 8 | 6 | 3 | 1 |

| 14 | 7 |

| 1 | 4 | 5 | 8 | 2 | 1 |

| 14 | 7 |

| 1 | 4 | 5 | 8 | 2 | 1 |

| 13 | 8 |

## Befolkningsutveckling
| Befolkningsutvecklingen i Uurainens kommun 1975–2020                                                         | Befolkningsutvecklingen i Uurainens kommun 1975–2020 | Befolkningsutvecklingen i Uurainens kommun 1975–2020 | Befolkningsutvecklingen i Uurainens kommun 1975–2020 | Befolkningsutvecklingen i Uurainens kommun 1975–2020 |
| --- | ---------------------------------------------------- | ---------------------------------------------------- | ---------------------------------------------------- | ---------------------------------------------------- |
| |                                                      |                                                      |                                                      |                                                      |
| År |                                                      |                                                      | Folkmängd                                            |                                                      |
| 1975 | 1975                                                 |                                                      | 2 713                                                |                                                      |
| 1980 | 1980                                                 |                                                      | 2 739                                                |                                                      |
| 1985 | 1985                                                 |                                                      | 2 823                                                |                                                      |
| 1990 | 1990                                                 |                                                      | 2 961                                                |                                                      |
| 1995 | 1995                                                 |                                                      | 3 055                                                |                                                      |
| 2000 | 2000                                                 |                                                      | 3 125                                                |                                                      |
| 2005 | 2005                                                 |                                                      | 3 137                                                |                                                      |
| 2010 | 2010                                                 |                                                      | 3 455                                                |                                                      |
| 2015 | 2015                                                 |                                                      | 3 666                                                |                                                      |
| 2020 | 2020                                                 |                                                      | 3 646                                                |                                                      |
| Anm: Uppgifterna avser förhållandena den 31 december nämnda år enligt områdesindelningen den 1 januari 2022. |                                                      |                                                      |                                                      |                                                      |

## Kultur

### Kommunvapen
Kommunvapnet ritades av Tapio Vallioja. Blasonering: Genom ett inböjt mantelsnitt delad i grönt och guld, vari en grön truga. Det stadfästes den 12 februari 1965.

### Eget träd och djur
Uurainens eget träd är björk. Tranan är kommunens eget djur.

### Kända personer från Urais
- Toimi Kankaanniemi, politiker, riksdagsledamot

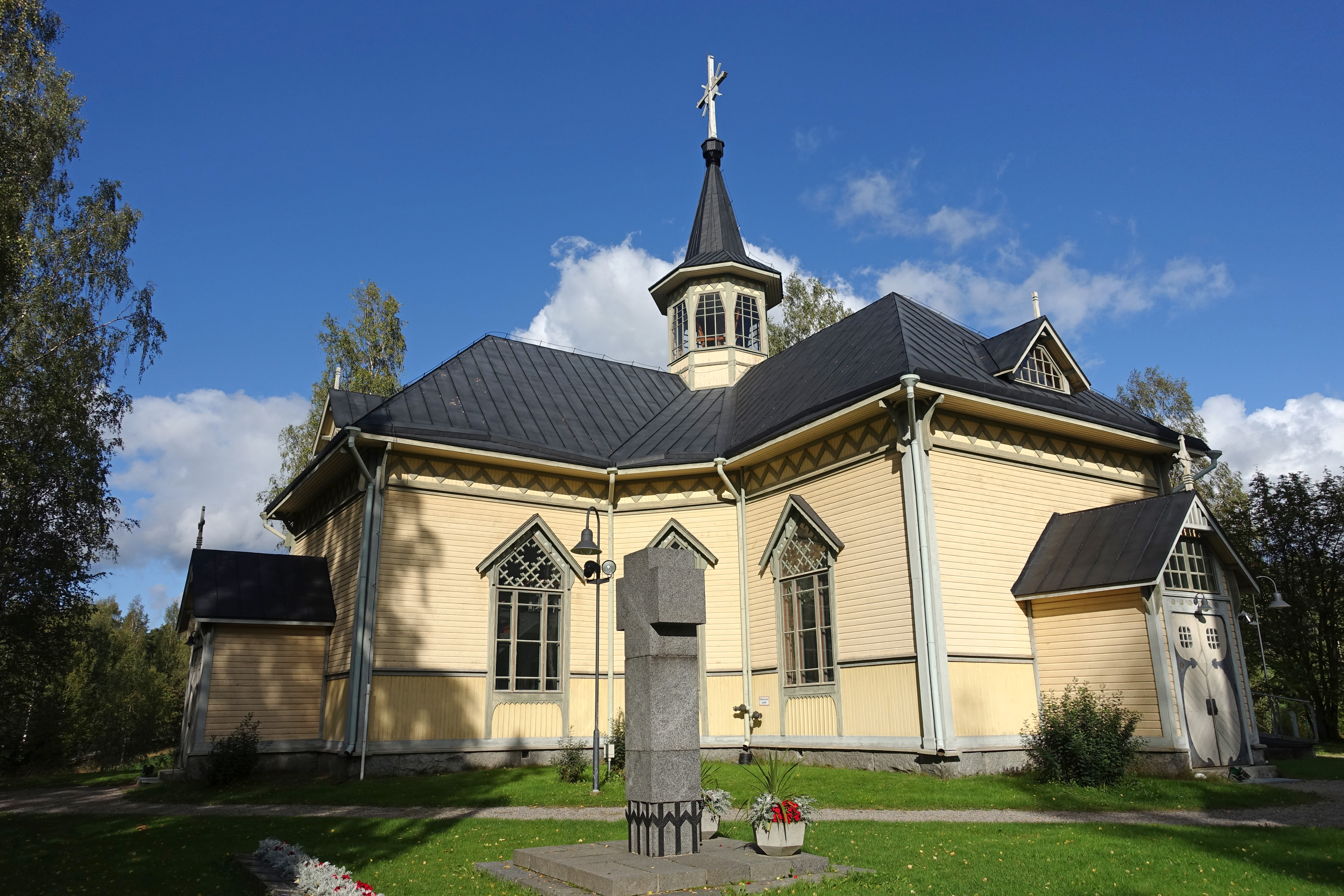
Uurainens kyrka, färdig 1904.
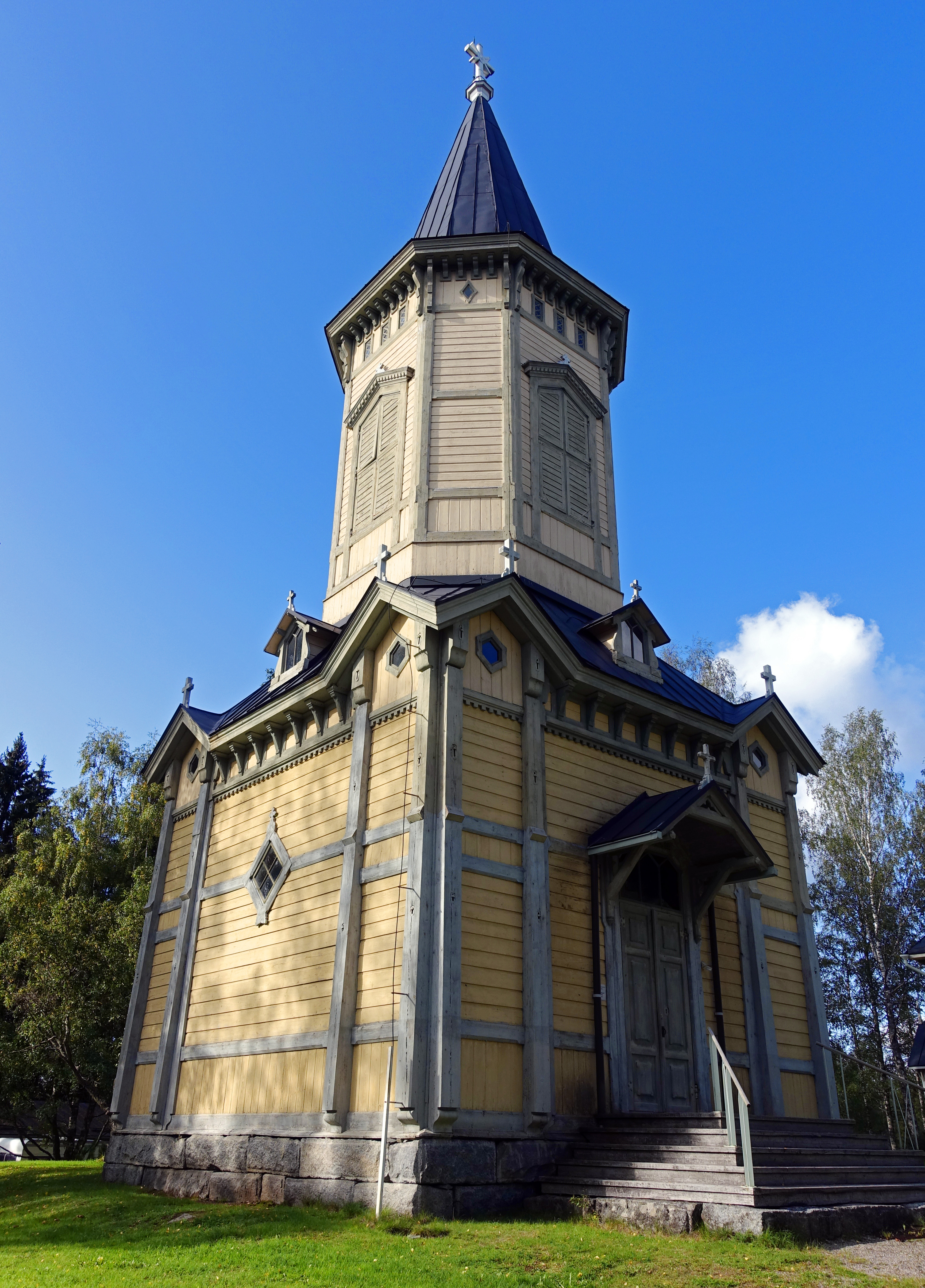
Klockstapeln vid Uurainens kyrka, färdig 1882.